# Karl von Hegel
Karl von Hegel (ur. 7 czerwca 1813 w Norymberdze, zm. 5 grudnia 1901 w Erlangen) - historyk niemiecki, specjalizujący się w historii miast.

## Życie
Był synem Georga Wilhelma Friedricha Hegla.
Od 1841 był profesorem historii na Uniwersytecie w Rostocku. W 1856 objął nowo utworzoną katedrę historii na Uniwersytecie w Erlangen. Był jednym z wczesnych badaczy historii miast. Sławę przyniosła mu 27-tomowa edycja kronik miast niemieckich (Die Chroniken der deutschen Städte, 1862-1899).

## Dzieła
- 1847 Geschichte der Städteverfassung von Italien seit der Zeit der römischen Herrschaft bis zum Ausgang des zwölften Jahrhunderts (2 t.), ^1 Leipzig, ^2 Neudruck 1964,
- 1877 Verfassungsgeschichte von Cöln im Mittelalter, ^1 Leipzig, ^2 von Mainz 1882,
- 1856 Geschichte der mecklenburgischen Landstände bis zum Jahr 1555, Rostock,
- 1867 Die Ordnungen der Gerechtigkeit in der florentinischen Republik, Erlangen,
- 1875 Die Chronik des Dino Compagni. Versuch einer Rettung, Leipzig,
- 1878 Über den historischen Werth der älteren Dante-Commentare mit e. Anh. zur Dino-Frage, Leipzig,
- 1891 Städte und Gilden der germanischen Völker im Mittelalter (2 t.), Leipzig,
- 1898 Die Entstehung des Deutschen Städtewesens, Leipzig,